# Taps - Squilli di rivolta
Taps - Squilli di rivolta (Taps) è un film del 1981 diretto da Harold Becker e interpretato da George C. Scott, Timothy Hutton, Ronny Cox, Tom Cruise e Sean Penn. Basato sul romanzo Father Sky di Devery Freeman, il film contiene la seconda interpretazione di Tom Cruise dopo una breve apparizione in Amore senza fine.

## Trama
Nel collegio militare di Bunker Hill, Stati Uniti, il generale Bache addestra gli allievi ufficiali ad un ossessivo ossequio dell'onore che egli considera al di sopra di tutto, anche della vita stessa, tanto da ripetere al termine di ogni assemblea i nomi di coloro che hanno frequentato il collegio nella sua ultrasecolare storia e che hanno trovato la morte nei vari conflitti. Il cadetto maggiore Brian Moreland, frequentatore dell'ultimo anno e con la speranza di essere ammesso all'accademia di West Point, è notevolmente influenzato dalle parole e dall'atteggiamento del generale che lo considera il suo allievo prediletto.
Nella vita di Brian tutto sembra seguire un copione prestabilito ma purtroppo apprende dal generale la notizia che il terreno su cui sorge l'accademia, di proprietà di privati, sarà venduto e l'Istituto sarà demolito per fare posto ad edilizia residenziale. Il generale non si rassegna all'idea e promette battaglie legali per impedire la chiusura dell'accademia rassicurando Brian, ed attraverso di lui i circa 130 allievi, che farà tutto quanto è nelle sue possibilità affinché i "suoi" allievi non gli vengano strappati.
Alcune sere dopo, ad un ballo dove i cadetti fanno da cavalieri a giovani ragazze debuttanti, un gruppo di ragazzi del luogo sbeffeggia e viene alle mani con i cadetti di picchetto di fronte alla sala da ballo ed il generale esce per sedare la rissa impugnando però la sua pistola con la quale accidentalmente uccide uno dei ragazzi; egli viene tratto in arresto e questo evento accelera le procedure di chiusura dell'Istituto con un semestre di anticipo sul previsto. Brian, virtualmente al comando dell'accademia come cadetto ufficiale più anziano, organizza una sorta di "resistenza" all'interno del collegio con la speranza di bloccarne la chiusura, impedendo al personale preposto di requisire le armi e rifiutandosi di aprire i cancelli allo sceriffo nel frattempo intervenuto.
L'evento suscita un certo scalpore e, mano a mano che i giorni passano, molti ragazzi cominciano a dissociarsi uscendo dall'Istituto, chi di nascosto e chi apertamente. Viene convocata per trattare una delegazione di genitori di cui fa parte il padre di Brian, il sergente maggiore Kevin Moreland, il quale cerca di fare capire al figlio che la loro lotta è senza speranza. Al rifiuto di Brian di intendere le ragioni di chi sta all'esterno il padre reagisce violentemente schiaffeggiandolo di fronte a tutti, riportando alla luce antiche incomprensioni tra loro e le sue rigidità caratteriali, accennate da Brian al suo amico e compagno di stanza Alex Dwyer.
La delegazione viene riaccompagnata all'esterno ed a quel punto è comandata ad intervenire la guardia nazionale, la quale circonda l'Istituto e, dopo il rifiuto di deporre le armi e di uscire da parte dei cadetti, interrompe il flusso dell'acqua e della corrente elettrica. A seguito di tale iniziativa uno degli allievi, tentando di riparare un vecchio generatore, rimane gravemente ustionato. Un incidente ancora più grave avviene la notte precedente alla minacciata irruzione della guardia nazionale quando, dopo che a Brian è stata comunicata la morte del generale a causa di un infarto, un giovane allievo resta ucciso da alcuni colpi di mitra frettolosamente sparati dall'esterno.
Di fronte alla morte del giovane cadetto, Brian capisce il compito più importante di un comandante, quello di privilegiare la vita dei suoi sottoposti; all'alba ordina agli allievi di deporre le armi e di radunarsi per uscire dall'Istituto ma, quando sembra che la vicenda stia volgendo al termine, uno dei cadetti anziani, il capitano David Shawn, risoluto a non arrendersi e cieco di fronte all'evidenza dei fatti, apre il fuoco con una mitragliatrice sui soldati al di fuori del cancello provocandone la reazione e l'immediata irruzione nel piazzale con un carro armato: nella sparatoria che ne segue trova la morte insieme a Brian, accorso nel tentativo di fermarlo.

## Accoglienza
Con un budget di 14 milioni di dollari, la pellicola ne incassò oltre 30 milioni, divenendo così un buon successo al botteghino. La pellicola ottenne anche buone recensioni da parte della critica, con il critico Roger Ebert che diede alla pellicola 3 stelle (su quattro).

## Riconoscimenti
- 1982 - Golden Globe
  - Nomination Miglior attore in un film drammatico a Timothy Hutton